# Culicoides floridensis
Culicoides floridensis är en tvåvingeart som beskrevs av Beck 1951. Culicoides floridensis ingår i släktet Culicoides och familjen svidknott. Inga underarter finns listade i Catalogue of Life.